# Рішення Синоду Православної церкви України (2024)
Тут подані рішення Священного Синоду Православної церкви України за 2024 рік.

## Засідання

### 2 лютого
Прийняли:
- Постанова «Про відкриття жіночого монастиря у Тернопільській єпархії»
- Постанова «Про відкриття жіночого монастиря у Дніпропетровській єпархії»
- Постанова «Про відкриття чоловічого монастиря у Мукачівсько-Карпатській єпархії»
- Постанова «Про відкриття чоловічого монастиря у Рівненсько-Волинській єпархії»
- Постанова «Про утворення Вишгородської єпархії Української Православної Церкви (Православної Церкви України)»
- Постанова «Про призначення Преосвященного Агапіта (в миру – Гуменюка Павла Зіновійовича), архієпископа Вишгородського, керуючим Вишгородською єпархією Української Православної Церкви (Православної Церкви України), керівником Управління Вишгородської єпархії»
- Постанова «Про внесення змін та доповнень до статуту релігійного Управління Консисторія Київської єпархії Української Автокефальної Православної Церкви»
- Постанова «Про вікарного єпископа Київської єпархії»
- Постанова «Про призначення Преосвященного Феогноста (в миру – Бодоряка Ярослава Івановича), єпископа Чернівецького і Буковинського, керуючим Чернівецькою єпархією Української Православної Церкви (Православної Церкви України)»
- Постанова «Про утворення Кам’янець-Подільської єпархії Української Православної Церкви (Православної Церкви України)»
- Постанова «Про призначення Преосвященного Германа (в миру – Семанчука Павла Святославовича), архієпископа Кам’янець-Подільського і Новоушицького, керуючим Кам’янець-Подільською єпархією Української Православної Церкви (Православної Церкви України)»
- Постанова «Про внесення змін і доповнень та викладення в новій редакції Статуту «Управління Чернівецько-Хотинської єпархії Української Православної Церкви (Православної Церкви України)», передбачивши зміну назви цієї юридичної особи на «Управління Кам’янець-Подільської єпархії Української Православної Церкви (Православної Церкви України)»»
- Постанова «Про зміну титулу єпархіального архієрея у зв’язку зі зміною меж Хмельницької єпархії»
- Постанова «Про об’єднання паралельних єпархіальних структур в Чернівецькій області»
- Постанова «Про викладення в новій редакції Статуту «Управління Чернівецької єпархії УПЦ (ПЦУ)»»
- Постанова «Про призначення титулярного архієпископа Кіцманського»
- Розпорядження «Про призначення голови та заступника голови  Синодального управління медичного капеланства»
- Розпорядження «Про зміни у складі Синодальної Календарної комісії»
- Розпорядження «Про призначення ігумена Іоасафа (в миру – Стасюка Василя Васильовича) керівником (намісником)  Великоскитського Хрестовоздвиженського Манявського чоловічого монастиря»
- Розпорядження «Про призначення монахині Анастасії (в миру – Дідух Оксани Мирославівни) керівницею (ігуменею) релігійної організації «Жіночий монастир Святої Великомучениці Варвари Тернопільської єпархії Української Православної Церкви (Православної Церкви України)»»
- Розпорядження «Про призначення ігумені Єлізавети (в миру – Юска Ганна Андріївна) керівницею (настоятельницею) релігійної організації «Благовіщенський жіночий монастир Дніпропетровської єпархії Української Православної Церкви (Православної Церкви України)»»
- Розпорядження «Про призначення архімандрита Спиридона (в миру – Дудина Василя Івановича) керівником (намісником) релігійної організації «Свято-Миколаївський чоловічий монастир Мукачівсько-Карпатської єпархії Української Православної Церкви (Православної Церкви України)»»
- Розпорядження «Про затвердження Преосвященного Гавриїла, єпископа Рівненського і Сарненського, керівником (настоятелем) релігійної організації «Свято-Троїцький чоловічий монастир Рівненсько-Волинської єпархії Української Православної Церкви (Православної Церкви України)»»
- Розпорядження «Про затвердження архімандрита Авраамія, обраного на єпископа Бориспільского, намісником Свято-Успенської Києво-Печерської Лаври (чоловічого монастиря) Української Православної Церкви (Православної Церкви України)»
- Рішення «Про деякі питання богослужбового Церковного календаря Православної Церкви України (щодо незастосування Воздвиженської переступки / відступки)»
- Рішення «Про деякі зміни у Церковному календарі Православної Церкви України»
- Рішення «Про Молитву святителю Київському Рафаїлу (Заборовському)»
- Рішення «Про Чин богослужіння з причастям вірних»
- Рішення «Про звіти єпархій Православної Церкви України за 2023 р.»[1]

### 7 березня
Прийняли:
- Постанова «Про відкриття чоловічого монастиря у Вінницько-Барській єпархії»
- Постанова «Про призначення керівника Управління Консисторія Хмельницької єпархії Української Автокефальної Православної Церкви»
- Постанова «Про внесення змін та доповнень до статуту Управління Консисторія Хмельницької єпархії Української Автокефальної Православної Церкви»
- Постанова «Про внесення змін та доповнень до статуту «Управління Чернівецької єпархії УПЦ (ПЦУ)»»
- Постанова «Про внесення змін та доповнень до статуту Рівненської духовної семінарії»
- Рішення «Про текст «Звершення Божественної літургії за чином свт. Іоана Золотоустого в польових умовах»
- Рішення «Про Чин молитовний під час поховання померлої людини»
- Розпорядження «Про склад Синодальної Комісії з питань канонізації святих»
- Розпорядження «Про призначення архімандрита Софронія (в миру – Чуприни Максима Вікторовича) керівником (настоятелем) релігійної організації «Свято-Вознесенський чоловічий монастир Вінницько-Барської єпархії Української Православної Церкви (Православної Церкви України)»»
- Розпорядження «Про призначення єпископа Чернівецького і Буковинського Феогноста (в миру – Бодоряка Ярослава Івановича) керівником (настоятелем) чоловічого монастиря св.вмч Пантелеймона Чернівецької єпархії»
- Заява Священного Синоду Православної Церкви України щодо захисту релігійної свободи та протидії використанню релігійних інституцій російською державою-агресором[2]

### 10 травня
Прийняли:
- Постанова «Про відкриття чоловічого монастиря в Івано-Франківській єпархії»
- Розпорядження «Про призначення керівника (намісника) релігійної організації «Свято-Юріївський чоловічий монастир Івано-Франківської єпархії Української Православної Церкви (Православної Церкви України)»»
- Постанова «Про внесення змін і доповнень та викладення в новій редакції статуту»
- Розпорядження «Про призначення архімандрита Луки намісником монастиря»
- Постанова «Про приведення у відповідність адреси місцезнаходження та викладення статуту в новій редакції»
- Рішення «Про встановлення місцевого святкування у Київській єпархії»
- Рішення «Про засідання Архієрейського Собору Української Православної Церкви (Православної Церкви України) 11 травня 2024 р.»[3]

### 14 липня
Прийняли:
- Рішення «Про внесення змін до Церковного календаря Православної Церкви України»
- Розпорядження «Про зміни у складі Синодальної Богословсько-літургічної комісії»
- Послання з нагоди 1036-ліття Хрещення України-Руси та Дня української державності[4]